# 美女たちのおしゃべり
『美女たちのおしゃべり（びじょたちのおしゃべり、미녀들의 수다）』は、2006年よりKBS（韓国放送公社）第2テレビで放送されていた公開視聴者参加型トークバラエティ番組である。2010年5月に終了後、フォーマットを変更した『쾌적한국 미수다 (快適韓国美秀多)』がKBS1で放送されたが、こちらも同年12月に終了した。

## 概要
韓国在住の外国人美女16人が出演して、アンケートを通じて各国の文化と韓国について韓国の男性芸能人とトークを行う。

### 韓国批判が論争に
2009年8月、番組に出演中のドイツ人女性が、ドイツで6月に出版した
『ソウルの眠れない夜 (原題:Schlaflos in Seoul: Korea für ein Jahr)』という本の中で、「韓国の女性は狂的に流行を追う」「菜食主義に対する配慮がない」「理解不能な状況が毎日起きる」「番組はやらせ、台本通りの進行」「韓国に暮らしていても韓国と韓国人を必ず愛する必要はない」など恣意的に韓国を貶める所見を綴ったとされ、非難が殺到した。一方、「正直な感想を批判すべきではない」「うなずける内容も多い」などの冷静なコメントもネット上には多く見られた。また、本の内容についてはユーモラスな「ハチャメチャ韓国適応記」であるにもかかわらず、最初に本の内容を指摘した「ドイツで勉強中の学生」によって「専門翻訳家でもない人が部分だけ抜粋して話が間違って伝わった」とドイツ人女性は語っている。『美女たちのおしゃべり』に関しても、していなかった話まで加えてあったという。
さらに、ニュージーランド出身の出演者がインタビューで韓国の教育熱などを批判し出演停止となったこともあり、「グローバルトークショーがなぜ韓国的な内容で、韓国人の気に入る内容でなければならないのか疑問に思う」「ドイツ人であるからまだいい。日本人あるいは中国人だったらわれわれの反応がどうだったか考えてみよう。そしたら、私たちがどれだけ肌色や国籍で人を差別しているか分かるはず」という見解を述べたブロガーもいた。

### Loser（敗者）発言
2009年11月9日の放送で、ゲストとして出演した韓国人女子大生が、背の低い男性と交際することができるかという質問に「背が低いのは嫌。外見が経済力となる時代に、背が低い男性は루저 (Loser) だと思う。180cmはあってほしい」と述べた。
この発言にネット上では非難の声が相次いだ。番組ホームページや発言者のブログ、通う大学の掲示板にも批判のコメントが続き、発言者の過去の写真や経歴までも拡散された。
この件に関し発言者は「台本に書かれた内容をそのまま話した。“Loser”という単語も、意見の内容も台本どおり」とブログで釈明した
が、その後すぐにブログを閉鎖した。また12日には大学の掲示板に同窓生を対象とした釈明文を掲載している。
KBSは11月13日に制作陣の入れ替えを発表したのち、12月には放送通信審議委員会より「該当放送番組の関係者に対する懲戒」措置が下されている。

## 出演者
太字は番組内での通称。

### アジア
韓国
- 張佐緒里 ※在日韓国人3世、通名は武田佐緒里、韓国名：張恩珠（장은주）

 日本
- 佐川純子
- 秋葉里枝 ※元アイドル杉本 瞳、出演時は日本大学休学中。
- 藤田小百合
- 浅田絵美 ※広島修道大学卒業後、韓国学中央研究院で修士学位取得[6]。その後帰国して就業。
- 梅村和子 ※元コメディアン。
- 常盤富沙子
- 山田ちひろ ※ひらがなの名前を使用。

 中国
- 尚芳(サン・ファン) ※満州族。
- 孫瑤(スン・ヤオ、簡体字:孙瑶)
- 蔡麗娜(チャイ・リナ、簡体字:蔡丽娜)※父母は朝鮮族。
- 張珊珊(チャン・サンサン、簡体字:张珊珊)※韓国に帰化。
- 殷冬霊(イン・ドンリン、簡体字:殷冬灵)
- 宗雪(ツォン・シュエ)
- 宋爽(ソン・シュアン)
- 鄭爽(ジェン・シュアン、簡体字:郑爽)
- 龐莎莎(パン・ササ、簡体字:庞莎莎)
- 李冰如(リー・ビンル)
- 岳蕾(ユー・レイ)
- 張瀟瀟(チャン・シャオシャオ、簡体字:张潇潇) ※'親しいおしゃべり' コーナーに紹介された後韓国人の夫と一緒に出演。

 香港
- マキシン(顧家嘉、Maxine Koo Ga-ga) ※コーネル大学卒業。

 台湾
- 許怡齢(シュウ・イーリン) ※祖母は日本人
- 陳彦雯(チェン・イェンウェン)

 モンゴル
- ツェワェグメッド(Tsevegmed Narmandakh、キリル文字:Цэвэгмэд Нармандах )
- ゾルザヤ(Zolzaya Turbat、キリル文字:ЗолзаяаТөрбат )
- テムウレン(Temuulen Jargalsaihan、キリル文字:ЖТэмүүлэнаргалсайхан )

 ベトナム
- フォング(Nguyễn Thị Thu Hương) ※下のフォングと同名。
- ヴ·ティ·フォング(Vu Thi Hương) ※上のフォングと同名。
- ハイエン(Ha Hwang Haiyen) ※韓国に帰化する。
- ハイング(Nguyễn Hong Hanh)
- カーン(Nguyễn Dinh Nhat Khanh)

 シンガポール
- ビビアン(Vivian Ho)
- シャンテル

 マレーシア
- ソフィア(Sophia Ridza、ジャウィ文字:سوفيا ريدز)
- ケイン(Poh Khay-Inn) ※「美男たちのおしゃべり(後述)」に参加したポーの妹。

 インドネシア
- アマンダ(Amanda Kasim) ※韓国の俳優シン・ヒョンジュンの姪。

 タイ
- ペットラダ(Sathitchalalai Petlada、タイ文字:สถิตชลาลัย เพชรลดา)
- チャノクナン(Suriyamonkhol Chanoknun、タイ文字:สุริยมงคล  ชนกนันท์)
- タチャポーン(Wajasath Tachaporn、タイ文字:วาจาสัตย์ ธัชพร)

 インド
- モニカ(Monica Samal)※帰国(結婚)

 ネパール
- プナム(Punam Neupane、ネパール語:पूनम न्यौपाने)

 アゼルバイジャン
- ディナ(Dina Lebedeva、キリル文字:Дина Лебедева)

 カザフスタン
- イェレナ(Yelena Troyeglazova、キリル文字:Елена Троеглазова)※帰国した後結婚。
- ナタシャ(Natasha Kostina、キリル文字:Наташа Костина)

 ウズベキスタン
- ジャミリャ(Djamilya Abdullaeva、キリル文字:Джамиля Абдуллаева)※母親はロシア人
- グザル(Guzal Tursunova、キリル文字:Гузал Турвснова)

 キルギス
- アンナ(Anna Shulepova、キリル文字:Анна Шулепова)

 ジョージア
- タティア(Tatia Managadze、グルジア語:თათია მანაგაძე)

 アルメニア
- シュシャン(Shushan Hakobyan、アルメニア語: Շուշան Հակոբյան) ※韓国人の夫を持ち、初めて既婚者として出演。

 トルコ
- アチェリャ(Açelya Yavuz) ※母親は韓国人
- アスル(Aslı Sarıipek)

 ヨルダン
- ノーフ(Nouf Al-Mufleh、アラビア語:نوف المفلح)

 イスラエル
- ツァバリット(Tzabarit Ezra、ヘブライ語:צאבאריב עזרא) ※将校に服務した。

### アフリカ
- チュニジア:サミラ(Samira Khadhraoui)
- カメルーン:クリスタ(Christa Kamga-Yeun) ※母親はドイツ人
- ガボン:アリダ(Alida Moussavou)
- 南アフリカ共和国:ブローニン(Bronwyn Margaret Mullen)
- エジプト:サマラ(Samar Abdel-Aziz、アラビア語:سمر عبد العزيز)
- エチオピア:メザ(Meaza Eshetu) ※大学教授
- ケニア:ユフラシア(Euphracia Ndinda)

### ヨーロッパ
イタリア
- クリスティーナ(Cristina Confalonieri) ※2007年12月1日結婚。夫は韓国人。

 スペイン
- アルバ(Alba Cunill Fulquet) ※カタルーニャ州出身

 フランス
- アナイス(Anaïs Julienne) ※祖母はノルウェー人
- イザベル(Isabelle Maccari) ※イタリア系
- マリ＝アンヌ(Marie-Anne Pasquet)
- アリス(Alice Barthélemy)

 イギリス
- エリザベス(Elizabath Brady)
- エバ・サチコ・ポピエル(Eva Sachiko Popiel) ※母親は日本人、東京生まれ
- ローラ・ピルキントン(Laura Pilkington)※母親は韓国人
- アナベル(Annabelle Ambrose)※カナダ・バンクーバー生まれ。
- ローラ・アンブローズ (Laura Ambrose)

 ドイツ
- ダニエラ(Daniela Schulic)
- ナリ(Na-Rhee Scherfling) ※母親は在独韓国人
- リリアン(Lilian Behrendt) ※母親は在独韓国人
- ミルヤ(Mirja Maletzki)
- ヴェラ(Vera Natalie Hohleiter) ※元記者。
- マリ＝ヨン(Marie-Yon Strücker) ※母親は在独韓国人

 オーストリア
- ベルナデット(Bernadette Fleischanderl)※帰国(就職)

 フィンランド
- タル(Taru Salminen)

 ポーランド
- アニャ(Anńa Maria Wasiela)
- チェコ
- ブラドカ(Vladislava Mazana)
- スウェーデン
- ピナール(Pınar Şener)※父母はトルコ人

 ロシア
- ラ・リサ(La Risa,キリル文字:Ла Риса) ※韓国に帰化する。
- ユリヤ(Yuliya Kolyada、キリル文字:Юлия Kоледа)
- イダ(Ida Karpysh、キリル文字:Ида Кaрпыш)
- エカテリナ(Ekaterina Popova、キリル文字:Екатерина Попова)
- イナ(Inna Maslova、キリル文字:Інна Маслова) ※2008年4月12日結婚。
- ダリア(Daria Baskina、キリル文字:Дарья Баскина)
- ヴァレリア(Valeria Pavlova、キリル文字:Валерия Пáвлова)※観覧客として参加後に正式メンバーになる。
- マリア(Maria Minkina、キリル文字:Мария Минкина)

 ウクライナ
- エリザベタ(Elyzaveta Vialova、キリル文字:Елизавета Виалова)
- マリヤ(Mariya Chyzhevska、キリル文字:Мария Чижевска)
- イヴァンナ(Ivanna Khodyeyeva、キリル文字:Иванна Ходеева)

### 北アメリカ
カナダ
- ドミニク(Dominique Noël) ※ケベック州出身
- ルーベーダ(Lu-vada Dunford) ※バンクーバー出身。メンバーのリーダーでルー班長と呼ばれる。
- ダラ(Dara McKenzie) ※バンクーバー出身。
- アリシャ(Alecia Widgiz) ※エドモントン出身。
- ジェニファー(Jennifer McCann ※ハリファックス出身。
- ジェニス(Janiece Patricia de Jong) ※オランダ系でトロント出身。

 アメリカ合衆国
- レスリー(Leslie Benfield) ※メリーランド州出身
- クララ(Clara Hutzler)
- ジェーン(Jane Turner) ※ロサンゼルス出身
- ウィンター(Winter Lynn Raymond)※ボストン出身
- エリカ(Erika Sewell) ※ニュージャージー州出身
- ビアンカ(Bianca Mobley) ※ニューヨーク州出身。母親は韓国人で韓人女性最初のニューヨーク警察警察官。
- マーガレット(Margaret Hogan) ※ニューヨーク州出身
- ジェシカ(Jessica Abrigo) ※ニューヨーク州出身
- ヴィッキー(Victoria Eisenstein) ※ドイツ系でシカゴ出身、コーネル大学卒業。
- ソニア(Sonia Hensley) ※サクラメント出身

 メキシコ
- ラウラ(Laura Cruz)

### 南アメリカ
ブラジル
- ジゼル(Gisele Luna Araujo E Silva)
- フランシニ(Francini Louizi da Silva)

 コロンビア
- タンティアナ(Tantiana Goyez)
- マルガリタ(Margarita Araujo Martinez) ※二卵性双子姉。
- アンジェラ(Angela Araujo Martinez) ※二卵性双子の妹。
- ナタリア(Natalia Sanchez)

 エクアドル
- ディアーナ(Diana Kwon)※父親は韓国系、韓国名は権多姬（권다희）

 パラグアイ
- アビガイル(Abigail Alderete)

### オセアニア
オーストラリア
- カースティ(Kirsty Eliza Reynolds) ※2008年2月23日結婚、夫(韓国人)と一緒に帰国。
- アリスン(Alison Higham)

 ニュージーランド
- キャサリン(Catherine Dewar Baillie) ※ザンビア生まれ。
- ポーリナ(Paulina Lipina)
- ヘレン(Helen Cave)

 グアム
- ジーニー(Jeannie Aevermann) ※ドイツ系で母親は韓国人、2007年ミス・観光グアム

## 特別番組「美男たちのおしゃべり」出演者

### 2007年秋夕
- 中国
  - 韓庚(簡体字:韩庚) ※ナナイ族、SUPER JUNIORのメンバー。
  - 郭鑫
- 日本
  - 徐 正樹(日本名:井上 正樹) ※在日韓国人3世
  - 吉村 謙一
- マレーシア:Jing-Chieh Poh
- インド:Pankaj Agarwal ※2008年お正月特集にも出演。
- イラン:Amir Eftekhari
- トルコ
  - Said Enes Kaya
  - Fatih Puskullu
- ウクライナ:Evgeni Pokotilov(キリル文字:Eвгени Покотилов)
- オーストリア:Manuel Bogard
- ドイツ:Boris Lenner ※2008年お正月特集にも出演。
- フランス:Pierre Deporte※韓国に帰化。韓国名：ファン・チャンビン。
- イタリア:Marco Ienna
- アメリカ合衆国:Leonard McCormick ※ヒューストン出身。2008年お正月特集にも出演。
- カナダ:Julien Kang ※デニス・カーン(総合格闘家)の弟。2008年お正月特集にも出演。

### 2008年お正月
※秋夕特集出演者は除外
- 日本:鈴木ゆうき
- 中国:張亮(簡体字:张亮)
- ネパール:Kisan Koirala
- イラン:Ali Jamaly
- イギリス
  - Christian Ruthledge
  - Themba Liptrot
- フランス
  - Matthieu Deprez
  - Christophe Luggi
- アルジェリア:Ali Hadeed
- アメリカ合衆国:Ronald Lubosco ※フロリダ州出身
- カナダ:Michael Anderson
- ニュージーランド:Warren Kidd

### 2009年お夏特集のパネル
- イタリア:アルベルト(Alberto Lussana)
- フランス
  - アドリアン(Adrien Lee) ※父親は韓国の元テニス選手、ソウル出身。
  - ジェシー(Jessy Cornu)
- アメリカ合衆国:ベンジャミン(Benjamin Krueger)
- オランダ:レナード(Lennard Kager)
- 日本:永田勇気